# Calamus leucosteus
Calamus leucosteus és un peix teleosti de la família dels espàrids i de l'ordre dels perciformes.

## Morfologia
Pot arribar als 46 cm de llargària total.

## Distribució geogràfica
Es troba a les costes de l'Atlàntic occidental: des de Carolina del Nord al sud de Florida, i tot el Golf de Mèxic.